# 580
Cette page concerne l'année 580  du calendrier julien. Pour l'année 580 av. J.-C., voir 580 av. J.-C. Pour le nombre 580, voir 580 (nombre).
L'année 580 est une année bissextile qui commence un lundi.

## Événements
- Le royaume nubien d'Alodia est converti au christianisme par le missionnaire monophysite Longin[1].

### Proche-Orient
- Printemps-été : le roi ghassanide al-Mundhir est reçu par l'empereur byzantin Tibère II à Constantinople. Il plaide en faveur de la réconciliation entre les monophysites et le Chacédoniens et l'arrêt des persécutions contre les monophysites[2].
- Été : deuxième campagne du général cappadocien Maurice[2].
- Soulèvements païens à Héliopolis en Syrie où des chrétiens sont massacrés, sacrifices en l'honneur de Zeus à Édesse. Le gouverneur d’Édesse, Anatolios, Grégoire, patriarche melkite d’Antioche et Euloge, le futur patriarche d’Alexandrie sont compromis[3].

### Europe
- Les Lombards détruisent le monastère du Mont-Cassin dont les moines se réfugient à Rome[4].
- En Espagne, un concile arien réuni à Tolède par le roi wisigoth Léovigild s'efforce d'obtenir le ralliement de l'épiscopat catholique à l'arianisme par d'importantes concessions, mais sans grand succès[5].
- Peste en Gaule du sud et en Espagne orientale (580-582)[6].
- Expédition militaire du roi Scot de Dal Riada Aidan contre les Orcades[7].
- Clovis, fils et héritier de Chilpéric Ier, après la mort de maladie des trois fils de Frédégonde, est emprisonné à Noisy-le-Grand, puis poignardé sur l'ordre de Frédégonde. Au Mans, Frédégonde fait assassiner sa mère Audevère tandis que sa sœur Basine se fait violer, avant d'être enfermée au monastère de Sainte-Croix de Poitiers[8].
- Incendies autour de Bordeaux et à Orléans. Tremblement de terre à Bordeaux. Inondations en Limagne à l'automne. Crues historiques du Rhône et de la Saône en octobre. Inondation de Lyon[9].

## Naissances en 580
- Wang Xiaotong (mort en 640), mathématicien chinois.
- Cyndrwyn ap Cynan, roi de Powys.

## Décès en 580
- Audevère, reine de Neustrie (naissance 545)